# PRODES
O PRODES, ou  Projeto de Monitoramento do Desmatamento na Amazônia Legal por Satélite, é um projeto do Instituto Nacional de Pesquisas Espaciais (INPE) que monitora o desmatamento por corte raso na Amazônia Legal e produz desde 1988 as taxas anuais de desmatamento na região. Os valores são estimados a partir dos incrementos de desmatamento identificados em cada imagem de satélite que cobre a área estudada. O projeto é financiado pelo Ministério da Ciência, Tecnologia e Inovações e conta com a colaboração do Ministério do Meio Ambiente e do IBAMA 
Os dados destinam-se a guiar o governo brasileiro em decisões de políticas públicas, tanto em novas proposições como em acompanhamento da efetividade das suas implementações. Desde 2004, adotou-se a política de transparência que permite o acesso completo a todos os dados gerados pelos sistemas de monitoramento, possibilitando a realização de avaliações independentes. Mapas e dados são abertos para uso em estudos e pesquisas, desde que mencionada a fonte. 

## Taxas de desmatamento
| Ano  | Taxa de desmatamento (km^2) |
| ---- | --------------------------- |
| 1988 | 21.050                      |
| 1989 | 17.770                      |
| 1990 | 13.730                      |
| 1991 | 11.030                      |
| 1992 | 13.786                      |
| 1993 | 14.896                      |
| 1994 | 14.896                      |
| 1995 | 29.059                      |
| 1996 | 18.161                      |
| 1997 | 13.227                      |
| 1998 | 17.383                      |
| 1999 | 17.259                      |
| 2000 | 18.226                      |
| 2001 | 18.165                      |
| 2002 | 21.650                      |
| 2003 | 25.396                      |
| 2004 | 27.772                      |
| 2005 | 19.014                      |
| 2006 | 14.286                      |
| 2007 | 11.651                      |
| 2008 | 12.911                      |
| 2009 | 7.464                       |
| 2010 | 7.000                       |
| 2011 | 6.418                       |
| 2012 | 4.571                       |
| 2013 | 5.891                       |
| 2014 | 5.012                       |
| 2015 | 6.207                       |
| 2016 | 7.893                       |
| 2017 | 6.947                       |
| 2018 | 7.536                       |
| 2019 | 10.129                      |
| 2020 | 11.088                      |